# Synycia (rzeka)
Synycia (ukr. Синиця) – rzeka na Ukrainie, lewy dopływ Bohu.
Płynie przez Wyżynę Naddnieprzańską, jej długość wynosi 79 km, a powierzchnia dorzecza – 765 km².